# Bettina Zopf
Bettina Zopf (* 19. Juli 1974 in Gmunden) ist eine österreichische Politikerin der Österreichischen Volkspartei (ÖVP). Seit dem 23. Oktober 2019 ist sie Abgeordnete zum Nationalrat.

## Leben
Bettina Zopf besuchte nach der Volksschule in Reindlmühl und der Hauptschule in Neukirchen die Polytechnische Schule Altmünster. Anschließend absolvierte sie eine Lehre zur Bürokauffrau, 1998/99 machte sie auch eine Ausbildung zur Land- und forstwirtschaftliche Facharbeiterin. Seit 1992 ist sie Vertragsbedienstete bei der Marktgemeinde Altmünster, wo sie von 2006 bis 2017 auch Personalvertreterin war. Seit 2005 ist sie im Nebenerwerb Landwirtin.
Zopf ist seit 2006 gewerkschaftlich tätig, zunächst als Younion-Vorsitzende der Marktgemeinde Altmünster und Mitglied des oberösterreichischen Younion-Landesvorstandes, ab 2008 als Mitglied des Landes- und Bundesvorstandes der Fraktion Christlicher Gewerkschafter (FCG) und ab 2010 als Mitglied des Younion-Landespräsidiums und Bundesvorstandes. In Altmünster wurde sie 2016 Gemeindeparteiobfrau, seit 2017 gehört sie dem Gemeindevorstand der Marktgemeinde an. Im Bezirk Gmunden ist sie seit 2017 Mitglied im Bezirksvorstand des Bauernbundes und Bezirksobfrau des Arbeitnehmerinnen- und Arbeitnehmerbundes. Seit 2018 ist sie Mitglied im Bundesvorstand des Österreichischen Gewerkschaftsbundes (ÖGB). 2019 folgte sie Alfred Luger als Landesvorsitzende der FCG-Younion Oberösterreich nach, nachdem sie 2018 den Vorsitz geschäftsführend übernommen hatte.
Bei der Nationalratswahl 2019 kandidierte sie für die ÖVP hinter Spitzenkandidat Johann Singer als Listenzweite im Regionalwahlkreis Traunviertel. Am 23. Oktober 2019 wurde sie zu Beginn der XXVII. Gesetzgebungsperiode als Abgeordnete zum österreichischen Nationalrat angelobt. Im Jänner 2020 wurde sie zur Bezirksbäuerin des Bauernbundes im Bezirk Gmunden gewählt.